# Гальвао, Маурисио
Маури́сио Луи́с Хуа́н Гальва́о (исп. Mauricio Luis Juan Galvao, 21 января 1890, Бельграно, Аргентина — 6 марта 1945, Кастельнуово, Италия) — немецкий хоккеист (хоккей на траве), полевой игрок. Участник летних Олимпийских игр 1908 года.

## Биография
Маурисио Гальвао родился 21 января 1890 года в районе Буэнос-Айреса Бельграно.
Играл в хоккей на траве за «Уленхорстер» из Гамбурга.
В 1908 году вошёл в состав сборной Германии по хоккею на траве на летних Олимпийских играх в Лондоне, занявшей 5-е место. Играл в поле, провёл 2 матча, мячей не забивал.
Убит 6 марта 1945 года в итальянской коммуне Кастельнуово в бою Второй мировой войны. Похоронен на военном кладбище в хорватском городе Загреб.

## Семья
Старший брат Маурисио Гальвао Раулино Гальвао (1888—?) также играл за сборную Германии по хоккею на траве на летних Олимпийских играх 1908 года.
Был женат на немецкой теннисистке Микен Рик (1892—1977), которая входила в состав сборной Германии на летних Олимпийских играх 1912 года, но не стартовала в них. Впоследствии развелись.